# Hieronymus von Ludolf
Hieronymus von Ludolf  (* 11. Dezember 1708 in Erfurt; † 8. November 1764 ebenda) war ein deutscher Arzt und Chemiker.

## Leben
Er stammte aus einer Erfurter Patrizierfamilie und war der Sohn von Hieronymus Ludolf (1679–1728), Professor für Mathematik, Botanik und Chemie in Erfurt und Leibarzt des Erzbischofs von Mainz.
Ludolf studierte zunächst Jura und Philologie in Erfurt, befasste sich aber auch mit Mechanik, Feuerwerkskunst, Artillerie und Ökonomie und besuchte die Vorlesungen seines Vaters in Mathematik und Chemie. Er unternahm Reisen nach Kopenhagen, wo er auf Anweisung seines Vaters von reichen Verwandten Unterstützung für weitere Studien erbitten sollte, darin aber nicht erfolgreich war, und war in Wetzlar als Sekretär seines Onkels. 1731 nahm er das Jura-Studium in Jena wieder auf, geriet unter den Einfluss des Pietismus und war Hauslehrer in Berleburg, wobei er aus Geldmangel auch als Uhrmachergehilfe arbeitete. Ab 1737 studierte er Medizin in Jena, wo Hermann Friedrich Teichmeyer einer seiner Lehrer war und er außerdem mit den Alchemisten R. J. F. Schmid und Baron von Blaka arbeitete, und wurde 1739 in Erfurt in Medizin promoviert (De acidi vitrioli praestantia). Ab 1740 war er außerordentlicher Professor für Mathematik und Physik in der Philosophischen Fakultät und ab 1745 ordentlicher Professor für Mathematik in der Philosophischen Fakultät und für Chemie in der Medizinischen Fakultät in Erfurt und unterrichtete ab 1756 auch Anatomie und Botanik. 1745 bis 1753 war er Stadtphysikus und ab 1753 bis 1764 wie sein Vater Leibarzt des Erzbischofs von Mainz und in dieser Zeit auch beurlaubt in Mainz. 1764 kehrte er nach Erfurt zurück und starb bald darauf.
In Erfurt baute er um 1743 ein großes Labor auf mit einer Art Internat für Chemiestudenten und produzierte Arzneien.
Er war der Autor mehrerer Chemiebücher.
1752 wurde er vom Erzbischof von Mainz in den Reichsadel erhoben.

## Schriften
- Die in der Medizin siegende Chymie. 8 Bände, Erfurt 1746 bis 1750.
- Vollständige und gründliche Einleitung in die Chymie. 1752.
- Programma Inaugurale De Elixirio Proprietatis Paracelsi. Erfurt 1745 (Lateinisch, Digitalisat).
- De solutione mercurii per alcali. 1747 (Lateinisch).
- De olei animalis Dippelii faciliori praeparatione etc. 1750 (Lateinisch).